# 皱叶瘤果茶
皱叶瘤果茶（学名：Camellia rhytidophylla）为山茶科山茶属的植物。分布于中国大陆的贵州等地，生长于海拔750米的地区，多生在阔叶林中。